# Aeródromo de Mina Peñasquito
El Aeropuerto de Mina Peñasquito, oficialmente conocido como "Aeródromo de Cedros" (Código AFAC: CED) es un aeropuerto privado ubicado a 25 km al oeste de Mazapil, cabecera del municipio homónimo en el estado de Zacatecas, el cual es operado por Minera Peñasquito S.A. de C.V. una subsidiaria de Newmont Goldcorp. Cuenta con una pista de aterrizaje de 1,997 metros de largo y 30 metros de ancho con gotas de viraje en ambas cabeceras, una plataforma de aviación de 6,503 metros cuadrados (61m x 107m), con capacidad para recibir hasta 3 aeronaves de 30 metros de envergadura, edificio terminal con estacionamiento e instalaciones para servicios de emergencia. El aeródromo actualmente solo se utiliza con fines de aviación general.